# Sit
Pour les articles homonymes, voir SIT.
La Sit (en russe : Сить) est une rivière de Russie et un affluent de la Mologa, donc un sous-affluent de la Volga.

## Géographie
La Sit arrose les oblasts de Tver et Iaroslavl. Elle se jette dans le réservoir de Rybinsk près de Breïtovo après un cours de 159 km ; avant la création du réservoir de Rybinsk, elle se jetait dans la Mologa. Avec un débit moyen de 13,4 m3/s, sa largeur moyenne varie entre 40 et 50 mètres et elle draine un bassin versant de 1 900 km2. Elle coule librement d'avril à mi-novembre, où elle est prise par le gel.
Ses plus grands affluents sont la Boloteya (ru) et la Vereksa (ru). Sa source se trouve sur un promontoire des hauteurs de Bejetski, aux abords du village de Sabourovo (Raïon de Sonkovo (en)). La rivière passe ensuite par la plaine, la forêt, et des endroits faiblement peuplés. À proximité de la source, sa largeur varie entre 5 et 10 m ; à l'embouchure, la largeur est d'environ un kilomètre et demi à cause du réservoir de Rybinsk.
L'embouchure de la rivière se trouve dans le village de Breïtovo. C'est un endroit prisé du village pour la pêche et les loisirs, près duquel se trouvent des maisons secondaires et des campings.

## Histoire

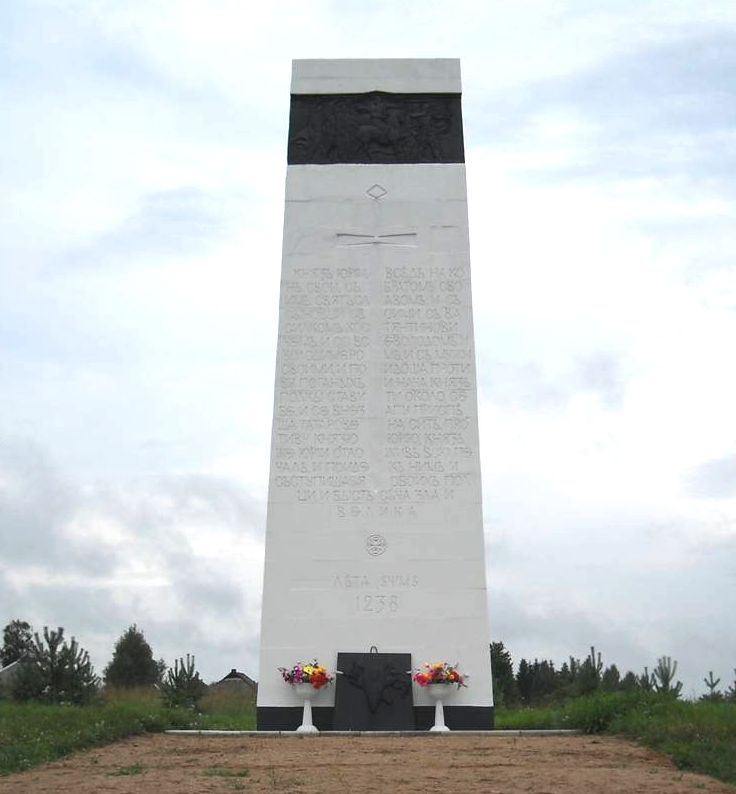
Monument commémoratif de la bataille de la Sit, érigé en 2008.

En 1238 eut lieu sur la Sit une bataille entre les tataro-mongols (en) et les troupes du grand knèze Iouri II de Vladimir, qui aboutit sur la défaite de ce dernier; l'événement a par la suite été appelé bataille de la Sit (en). Les scientifiques, historiens et ethnographes régionaux ne sont pas d'accord sur l'emplacement exact de la bataille; toutefois, la tendance dominante est que le sang a été versé tout le long de la Sit.
Au XVe siècle, la vallée de la Sit devient le territoire du knèze de la Sit (ru) à la suite de la dislocation du knèze de Mologa (ru). Le premier knèze fut Semion Fedorovitch qui eut deux fils : Boris, qui mourut sans enfant en 1445 au cours d'un combat contre le Khanat de Kazan au Monastère du Sauveur-Saint-Euthyme, et Pierre, de qui est issue la lignée des knèzes de la Sit. Comme beaucoup de knèzes, ils servirent la grande-principauté de Moscou sans prêter beaucoup attention aux intérêts de leur fief. La lignée était très liée aux Romanov et a perduré jusqu'au XVIIe siècle.

## Ethnologie
La vallée de la Sit abritait les Sitskari (ru), un groupe ethnique parlant un dialecte septentrional du russe et qui avait peut-être une origine lituanienne ou baltique. Cette ethnie a été étudiée de manière approfondie dans la seconde moitié du XIXe siècle. Selon les estimations, la population comptait entre 500 et 2000 individus. Ils étaient caractérisés par un physique petit et trapu et une chevelure blonde ou rousse; ils étaient particulièrement forts en menuiserie et en construction navale à destination de la Volga. Diverses hypothèses ont été émises sur leur origine, qui n'ont pas abouti à un consensus (colons de Novgorod ou de Lituanie?)